# Charles François Duhoux
Charles François Duhoux d’Hauterive, né le 13 août 1736 à Nancy (Lorraine alors indépendante, actuellement en Meurthe-et-Moselle) et mort en 24 juillet 1799 à Montrouge, est un général de la révolution française.

## États de service
Fils d’un lieutenant des gardes du duc de Lorraine, il entre en service le 1er février 1746 comme lieutenant aux milices de Lorraine, il est lieutenant en second au régiment de Barrois le 18 mars 1747, Il participe aux campagnes de Flandre en 1746 et 1747. Il est réformé en 1748.
Le 21 novembre 1749, il est cadet du roi de Pologne, et il entre le 21 novembre 1752 au régiment des volontaires royaux. Il est nommé lieutenant le 1er décembre 1756, et aide-major dans le régiment des volontaires du Dauphiné le 1er janvier 1760. Ayant rang de capitaine le 7 mars 1761, il est fait chevalier de Saint-Louis le 14 octobre 1761. Il fait la campagne du Hanovre de 1757 à 1762, et il est nommé capitaine le 23 mars 1763, il se retire en 1768.
En 1769, il fait la campagne de Corse. Le 13 juillet 1771, il est lieutenant-colonel attaché à la légion de Lorraine, puis au corps des dragons le 9 décembre 1776.
Il est promu général de brigade le 1er mars 1791, et général de division le 7 septembre 1792, en service à l’armée du Nord, commandant de Lille lors du siège de cette ville du 29 septembre au 8 octobre 1792.
Le 10 octobre 1792, il est suspendu de ses fonctions. Acquitté le 15 mars 1793, il est réhabilité le 18 du même mois. Employé à l’armée de l’Ouest, il est blessé grièvement le 11 avril 1793 à l’affaire de Saint-Pierre de Chemillé. Il est blessé à nouveau le 9 juin 1793, d’une balle au travers du corps au combat de Saumur. Le 20 septembre 1793 il est battu à la bataille du Pont-Barré. Il démissionne le 30 septembre 1793.
Il est arrêté à Nancy par ordre du Comité de salut public le 28 brumaire an II (18 novembre 1793), amené à Paris et emprisonné à l’Abbaye. Il est autorisé à prendre sa retraite le 23 nivôse an III (12 janvier 1795), il est pensionné le 16 germinal an III (5 avril 1795).
Il est l’un des chefs des sections royalistes dans l’insurrection du 13 vendémiaire an IV (5 octobre 1795).

## Sources
- (en) « Generals Who Served in the French Army during the Period 1789 - 1814: Eberle to Exelmans »
- Étienne Charavay, Correspondance général de Carnot, tome 3, 1887
- (pl) « Napoléon.org.pl »